# Schaal van Rigter
De Schaal van Rigter is een in 2005 ingestelde jaarlijkse muziekprijs voor Nederlandse artiesten. Samen met andere 3FM Awards wordt deze prijs door de publieke radiozender NPO 3FM uitgereikt tijdens het weekeinde van de Nederlandse pop, doorgaans in de maand maart of april.
Deze prijs is vernoemd naar de in 2004 overleden presentator Wim Rigter en wordt uitgereikt aan de artiest wiens single het voorafgaande jaar het meest op de zender te horen is geweest. De naam van deze muziekprijs is tevens een (ludieke) verwijzing naar de Schaal van Richter, de meetschaal voor de kracht van aardbevingen.
De prijs is in 2019, over de airplay van het jaar 2018, niet uitgereikt door het verschuiven van de 3FM Awards, waar de prijs werd uitgereikt. Deze zijn in 2018 verschoven van het voorjaar naar het najaar. Rondé kreeg de prijs nog in april 2018, en mocht optreden op de awardshow in september 2018. De awardshow vond in 2019 geen doorgang.

## Prijswinnaars
| Bekroond jaar | Datum van uitreiking | Winnaar          | Bekroonde single    |
| ------------- | -------------------- | ---------------- | ------------------- |
| 2004          | 20 maart 2005        | Anouk            | Girl                |
| 2005          | 12 maart 2006        | Racoon           | Love You More       |
| 2006          | 15 april 2007        | VanVelzen        | Baby Get Higher     |
| 2007          | 26 april 2008        | Leaf             | Wonderwoman         |
| 2008          | 23 april 2009        | Ilse DeLange     | So Incredible       |
| 2009          | 15 april 2010        | Caro Emerald     | Back It Up          |
| 2010          | 14 april 2011        | A Silent Express | Will I Be Around    |
| 2011          | 3 april 2012         | Miss Montreal    | Wish I Could        |
| 2012          | 15 april 2013        | Handsome Poets   | Sky on Fire         |
| 2013          | 1 april 2014         | Mr. Probz        | Waves               |
| 2014          | 19 maart 2015        | Dotan            | Home                |
| 2015          | 16 maart 2016        | Douwe Bob        | Sweet Sunshine      |
| 2016          | 13 april 2017        | Chef'Special     | Amígo               |
| 2017          | 18 april 2018        | Rondé            | Naturally           |
| 2020          | 30 september 2020    | Eefje de Visser  | Oh                  |
| 2021          | 22 maart 2022        | Rondé            | Hard to Say Goodbye |
| 2022          | 21 maart 2023        | Son Mieux        | Multicolor          |
| 2023          | 11 maart 2024        | Goldband & Maan  | Stiekem             |
| 2024          | 25 februari 2025     | Joost            | Europapa            |

## Bron
- Dotan wint de Schaal van Rigter. 3FM (19 maart 2015).  – bevat ook een lijst van alle vorige prijswinnaars
- Geen 3FM Awards dit jaar, nieuwe editie in voorjaar 2020. Radiofreak (22 augustus 2019).
- Dit zijn de populairste nl radiohits sinds 2010. 3FM (22 november 2019).  – bevat ook een lijst van alle prijswinnaars van de Schaal van Rigter